# Tamás Petres
Tamás Petres (ur. 3 września 1968 w Székesfehérvárze) – węgierski piłkarz występujący na pozycji napastnika, reprezentant kraju, król strzelców NB I sezonu 1988/1989.

## Życiorys
Wychowanek Videotonu. W 1987 roku został włączony do rezerw, a na początku 1988 roku – do pierwszej drużyny. W NB I zadebiutował 21 maja 1988 roku w zremisowanym 0:0 spotkaniu z Zalaegerszegi TE. W kolejnym swoim meczu w NB I, z Siófoki Bányász SE, zdobył bramkę. W sezonie 1988/1989 stał się podstawowym graczem składu, na którym, jak sam twierdził, była oparta gra Videotonu w ataku. W ten sposób w wieku dwudziestu lat został królem strzelców NB I, zdobywając w sezonie dziewiętnaście bramek. We wrześniu 1989 roku wystąpił w dwumeczu Pucharu UEFA, w którym Videoton przegrał z Hibernian F.C. (0:1, 0:3). W rundzie jesiennej sezonu 1989/1990 był obwiniany o niską skuteczność i słabsze wyniki zespołu, wskutek czego stosunki między nim i Videotonem uległy pogorszeniu. W efekcie na rundę wiosenną został wypożyczony do Veszprémi SE. Z uwagi na fakt, iż MLSZ zawiesił jego prawo do gry, rozegrał dla veszprémskiego klubu jedynie trzy mecze. Mimo to 20 marca 1990 roku zadebiutował w reprezentacji w wygranym 2:0 towarzyskim meczu ze Stanami Zjednoczonymi, w którym zdobył także bramkę; ogółem w reprezentacji wystąpił w czterech spotkaniach. W lipcu 1990 roku został piłkarzem austriackiego VSE St. Pölten. W 1. Division zadebiutował 28 lipca w wygranym 2:1 meczu z Admirą/Wacker Wiedeń, strzelając w tym meczu również gola. W rundzie jesiennej sezonu 1990/1991 zdobył dwa gole w piętnastu meczach 1. Division, a na wiosnę został wypożyczony do Győri Ráby ETO.
Po zakończeniu sezonu z uwagi na poważną, nawracającą kontuzję zmuszony był przerwać na dwa lata grę w piłkę nożną. W 1993 roku został zawodnikiem Honvéd Szondi Velence SE, wówczas grającego w NB III. W październiku 1996 roku został wypożyczony do końca sezonu do Csákvár FC, a następnie przeszedł do Lombardu FC Tatabánya. Z tym klubem w sezonie 1997/1998 awansował do NB I/B, a w sezonie 1998/1999 uzyskał awans do NB I. W rundzie jesiennej sezonu 1999/2000 zagrał jeszcze sześć meczów w NB I w barwach Lombardu FC Tatabánya, a następnie wypożyczono go do drugoligowego Rákospalotai EAC. W sezonie 2000/2001 grał w czwartoligowym Bodajk SE. W 2001 roku z powodu urazu ścięgna Achillesa zakończył karierę. Następnie był trenerem juniorów Videotonu i MTK Budapest FC, a także seniorów Polgárdi VSE.

## Statystyki ligowe
| Sezon         | Klub                     | Liga        | Mecze | Gole |
| ------------- | ------------------------ | ----------- | ----- | ---- |
| 1987/1988 (w) | Videoton SC              | NB I        | 2     | 1    |
| 1988/1989     | Videoton SC              | NB I        | 29    | 19   |
| 1989/1990 (j) | Videoton SC              | NB I        | 14    | 2    |
| 1989/1990 (w) | Veszprémi SE             | NB I        | 3     | 0    |
| 1990/1991 (j) | VSE St. Pölten           | 1. Division | 15    | 2    |
| 1990/1991 (w) | Győri Rába ETO           | NB I        | 8     | 1    |
| 1994/1995     | Honvéd Szondi Velence SE | NB III      | 15    | 1    |
| 1999/2000 (j) | Lombard FC Tatabánya     | NB I        | 6     | 0    |
| 1999/2000 (w) | Rákospalotai EAC         | NB I/B      | 9     | 0    |